# Roure (Alpes Marítimos)
Roure é uma comuna francesa na região administrativa da Provença-Alpes-Costa Azul, no departamento Alpes Marítimos. Estende-se por uma área de 40,3 km².